# Кораблищенська сільська рада
Корабли́щенська сільська́ ра́да — колишній орган місцевого самоврядування у Млинівському районі Рівненської області. Адміністративний центр — село Кораблище.

## Загальні відомості
- Кораблищенська сільська рада утворена в 1629 році.
- Територія ради: 19,38 км²
- Населення ради: 612 особи (станом на 2001 рік)
- Територією ради протікає річка Стубелка.

## Населені пункти
Сільській раді були підпорядковані населені пункти:
- с. Кораблище
- с. Радів

## Склад ради
Рада складалася з 12 депутатів та голови.
- Голова ради: Гуменюк Ігор Васильович
- Секретар ради: Видричук Марія Леонідівна

### Керівний склад попередніх скликань
| Прізвище, ім'я, по батькові | Основні відомості                                                        | Дата обрання | Дата звільнення |
| --------------------------- | ------------------------------------------------------------------------ | ------------ | --------------- |
| Поліщук Роман Олександрович | Сільський голова, 1966 року народження, член Української Народної Партії | 26.03.2006   | 10.06.2010      |
| Корчун Василь Серафимович   | Сільський голова, 1949 року народження, освіта вища, безпартійний        | 31.10.2010   |                 |
| Гуменюк Ігор Васильович     | Сільський голова                                                         |              |                 |

Примітка: таблиця складена за даними сайту Верховної Ради України